# Der Mann ohne Vorurtheil

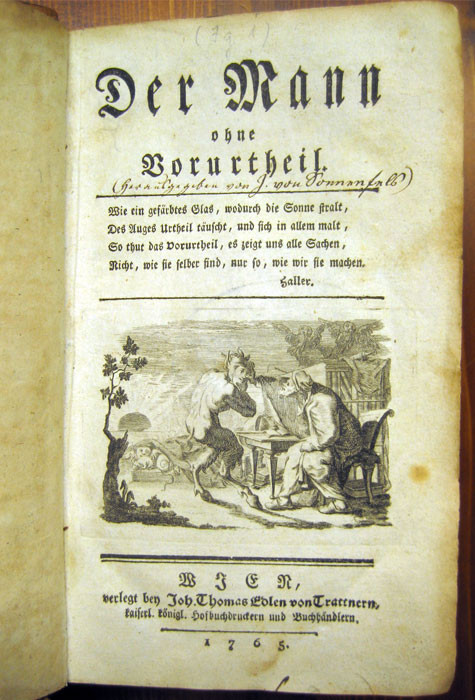
Der Mann ohne Vorurtheil (Titelseite des ersten Bandes von 1765, mit einem Epigramm von Albrecht von Haller)

Der Mann ohne Vorurtheil war eine moralische Wochenschrift, die in den Jahren 1765 bis 1767 sowie 1769 und 1775 in Wien erschien.
Die Wochenschrift war eines der wichtigsten Organe der Aufklärung in der Hauptstadt des Habsburgerreichs. Herausgeber war Joseph von Sonnenfels (1733–1817).